# La Fonte des neiges
La Fonte des neiges è un cortometraggio del 2008 diretto da Jean-Julien Chervier.

## Trama
Il protagonista, un bambino di dodici anni, viene costretto a seguire la madre in un campo di naturisti per una breve vacanza. Molto timido, inizialmente il bambino risponde alla situazione vestendosi eccessivamente, con giaccone, sciarpa e berretto. Ma dopo l'incontro con una coetanea inizia lentamente a rilassarsi, rivelandosi un giovane responsabile e gentile. La storia prosegue con la scoperta del proprio corpo da parte del protagonista, che accetta di mostrarsi nudo come gli altri, e le prime esperienze sentimentali con la ragazza, con il tutto che assume i contorni di una fiaba.

## Produzione
La Fonte des neiges (che significa "Il disgelo delle nevi" in francese) è stato girato nel dipartimento francese delle Landes. L'opera affronta cautamente un tema abbastanza controverso come la nudità minorile, anche se l'attrice che interpreta Antoinette, Géraldine Martineau, era già maggiorenne al tempo delle riprese.

## Distribuzione
Il cortometraggio venne pre-acquistato e distribuito dalla rete televisiva nazionale franco-tedesca Arte. La pellicola venne mostrata al festival del cinema di Brooklyn nel 2009, al festival del cinema indipendente di Lisbona nel 2010 e al dodicesimo festival del cortometraggio francofono a Vaulx-en-Velin nel gennaio del 2012. È stato proiettato anche a dei festival internazionali come quello di Ebensee e quello di Clermont-Ferrand.